# Ana Rosa García
Ana Smelyn Rosa García (2 de diciembre de 1997) es una deportista dominicana que compite en judo.
Ganó dos medallas en los Juegos Panamericanos, oro en 2019 y bronce en 2023, y dos medallas de bronce en el Campeonato Panamericano de Judo, en los años 2019 y 2024.

## Palmarés internacional
| Juegos Panamericanos    | Juegos Panamericanos    | Juegos Panamericanos | Juegos Panamericanos |
| Año                     | Lugar                   | Medalla              | Categoría            |
| ----------------------- | ----------------------- | -------------------- | -------------------- |
| 2019                    | Lima (Perú)             | Medalla de oro       | –57 kg               |
| 2023                    | Santiago (Chile)        | Medalla de bronce    | Equipo mixto         |
| Campeonato Panamericano |                         |                      |                      |
| Año                     | Lugar                   | Medalla              | Categoría            |
| 2019                    | Lima (Perú)             | Medalla de bronce    | –57 kg               |
| 2024                    | Río de Janeiro (Brasil) | Medalla de bronce    | –57 kg               |